# Abierto Mexicano Telcel 2009
Abierto Mexicano Telcel 2009 — тенісний турнір, що проходив на відкритих кортах із ґрунтовим покриттям Fairmont Acapulco Princess в Акапулько (Мексика). Це був 16-й за ліком Abierto Mexicano TELCEL серед чоловіків і 9-й серед жінок. Належав до категорії 500 в рамках Туру ATP 2009, а також до категорії International в рамках Туру WTA 2009. Тривав з 23 до 28 лютого 2009 року.

## Учасники

### Сіяні учасники
| Спортсмен          | Країна    | Рейтинг* | Сіяний |
| ------------------ | --------- | -------- | ------ |
| Давід Налбандян    | Аргентина | 1        |        |
| Гаель Монфіс       | Франція   | 10       | 2      |
| Томмі Робредо      | Іспанія   | 15       | 3      |
| Ніколас Альмагро   | Іспанія   | 21       | 4      |
| Хосе Акасусо       | Аргентина | 43       | 5      |
| Альберт Монтаньєс  | Іспанія   | 38       | 6      |
| Марсель Гранольєрс | Іспанія   | 46       | 7      |
| Карлос Моя         | Іспанія   | 48       | 8      |

- Рейтинг подано станом на 23 лютого 2009.

### Інші учасники
Учасники, що отримали вайлд-кард на участь в основній сітці:
- Сантьяго Гонсалес
- Бруно Ечагарай
- Хуан Ігнасіо Чела

Нижче наведено гравців, які пробились в основну сітку через стадію кваліфікації:
- Даніель Коллерер
- Пабло Куевас
- Рубен Рамірес Ідальго
- Олів'є Пасьянс

## Учасниці

### Сіяні учасниці
| Спортсменка                | Країна    | Рейтинг* | Сіяна |
| -------------------------- | --------- | -------- | ----- |
| Вінус Вільямс              | США       | 5        | 1     |
| Флавія Пеннетта            | Італія    | 15       | 2     |
| Карла Суарес Наварро       | Іспанія   | 35       | 3     |
| Івета Бенешова             | Чехія     | 4        |       |
| Хісела Дулко               | Аргентина | 39       | 5     |
| Луціє Шафарова             | Чехія     | 47       | 6     |
| Татьяна Гарбін             | Італія    | 59       | 7     |
| Марія Хосе Мартінес Санчес | Іспанія   | 53       | 8     |

- Рейтинг подано станом на 23 лютого 2009.

### Інші учасниці
Учасниці, що отримали вайлд-кард на участь в основній сітці:
- Ганна Орлик
- Емілі Луа
- Мелісса Торрес Сандоваль

Нижче наведено гравчинь, які пробились в основну сітку через стадію кваліфікації:
- Іоана Ралука Олару
- Аранча Парра Сантонха
- Грета Арн
- Вікторія Кутузова
- Агнеш Савай (як щасливий лузер)

## Переможці та фіналісти

### Чоловіки. Одиночний розряд
Ніколас Альмагро —  Гаель Монфіс, 6–4, 6–4
- Для Альмагро це був перший титул за сезон and 5-й — за кар'єру. Це була його друга перемога на цьому турнірі (перша була 2008 року).

### Одиночний розряд. Жінки
Вінус Вільямс —  Флавія Пеннетта, 6–1, 6–2
- Для Вінус це був другий титул за сезон і 41-й - за кар'єру.

### Парний розряд. Чоловіки
Франтішек Чермак /  Міхал Мертиняк —  Лукаш Кубот /  Олівер Марах, 4–6, 6–4, [10–7]

### Парний розряд. Жінки
Нурія Льягостера Вівес /  Марія Хосе Мартінес Санчес —  Лурдес Домінгес Ліно /  Аранча Парра Сантонха, 6–4, 6–2